# Algorab
Algorab (arab. Havran) je jméno hvězdy δ souhvězdí Havrana.
Je to dvojhvězda s zdánlivou hvězdnou velikostí 2,94m se složkami spektrální třídy A0IV a K0V. Algorab je vzdálen od Slunce 87 světelných let.